# Садоми
Садоми — река в Нанайском районе Хабаровского края в России. Длина реки — 0,8 км. Впадает в реку Мухен справа на расстоянии 85 км от устья.
Образуется слиянием рек Большая и Малая Садоми. Левобережье реки заболочено, на правобережье произрастает ясенево-кедровый лес. Направление течения — западное.
Вскрытие реки происходит в середине апреля. В летнее время часты паводки, вызываемые интенсивными продолжительными дождями.
- Код водного объекта — 20030900112118100069738[2]

Притоки:
- правый: Малая Садоми
- левый: Большая Садоми